# Горшин, Фрэнк
Фрэнк Горшин (англ. Frank Gorshin; 5 апреля 1933—17 мая 2005) — американский хара́ктерный актёр, известный благодаря роли Загадочника в телесериале «Бэтмен».

## Биография
Родился 5 апреля 1933 года в Питтсбурге в католической семье Фрэнка (1911—1998) и Фрэнсис (1910—2003) Горшин.
В 15 лет он работал в Sheridan Square Theatre, получив оплачиваемую роль учась в школе. В 1951 году получил свой первый приз на конкурсе талантов в Питтсбурге, участвовал в шоу у Джеки Хеллера в Нью-Йоркском ночном клубе «Карусель», хотя за два дня до этого погиб, сбитый автомобилем, его брат.
Окончив Peabody High School в Пенсильвании, учился в Carnegie Tech School of Drama (ныне Университет Карнеги — Меллон) в Питтсбурге. В свободное от учёбы время работал в спектаклях местных театров и ночных клубах. В 1953 году был призван в армию Соединённых Штатов и служил в Германии. Находясь на службе, познакомился с неким Морисом Бергманом, который впоследствии познакомил его с голливудским агентом Полом Конером.
Был частым гостем на шоу Эда Салливана и Tonight Starring Steve Allen. В игре Diablo II озвучил Мариуса — безумного старика от имени которого ведется повествование.
Последний раз появился на сцене в Мемфисе в программе Say Goodnight, Gracie 25 апреля 2005 года. После своего выступления сел на самолёт до Лос-Анджелеса, где во время полёта почувствовал затруднения с дыханием, стюардессе пришлось дать ему аварийную кислородную маску. После приземления Горшина ожидала «скорая помощь», которая отвезла его в больницу в Бербанке, где он впоследствии умер 17 мая 2005 года от рака лёгких. Был похоронен на католическом кладбище Calvary Catholic Cemetery в Хэзлвуде близ Питтсбурга.
С 8 апреля 1957 года до своей смерти Фрэнк Горшин был женат на Кристине Рандаццо, у них был один сын — Митчелл.

## Избранная фильмография
| Год       |    | Русское название                      | Оригинальное название      | Роль           |
| --------- | -- | ------------------------------------- | -------------------------- | -------------- |
| 1957      | ф  | Вторжение обитателей летающих тарелок | Invasion of the Saucer Men | Джо Грюэн      |
| 1959      | ф  | Шериф Уорлока                         | Warlock                    | Билли Гэннон   |
| 1965      | ф  | Этот чёртов кот                       | That Darn Cat!             | Игги           |
| 1966      | ф  | Бэтмен                                | Batman                     | Загадочник     |
| 1966—1967 | с  | Бэтмен                                | Batman                     | Загадочник     |
| 1981      | тф | Ожидание «Голиафа»                    | Goliath Awaits             | Дэн Уэскер     |
| 1986      | ф  | Полиция нравов Голливуда              | Hollywood Vice Squad       | Уолш           |
| 1994      | ф  | Аве Цезарь                            | Hail Caesar                | Пит Дьюитт     |
| 1995      | ф  | 12 обезьян                            | 12 Monkeys                 | доктор Флетчер |
| 2003      | ф  | Невеста по почте                      | Mail Order Bride           | русский доктор |